# Bosques de la península ibérica

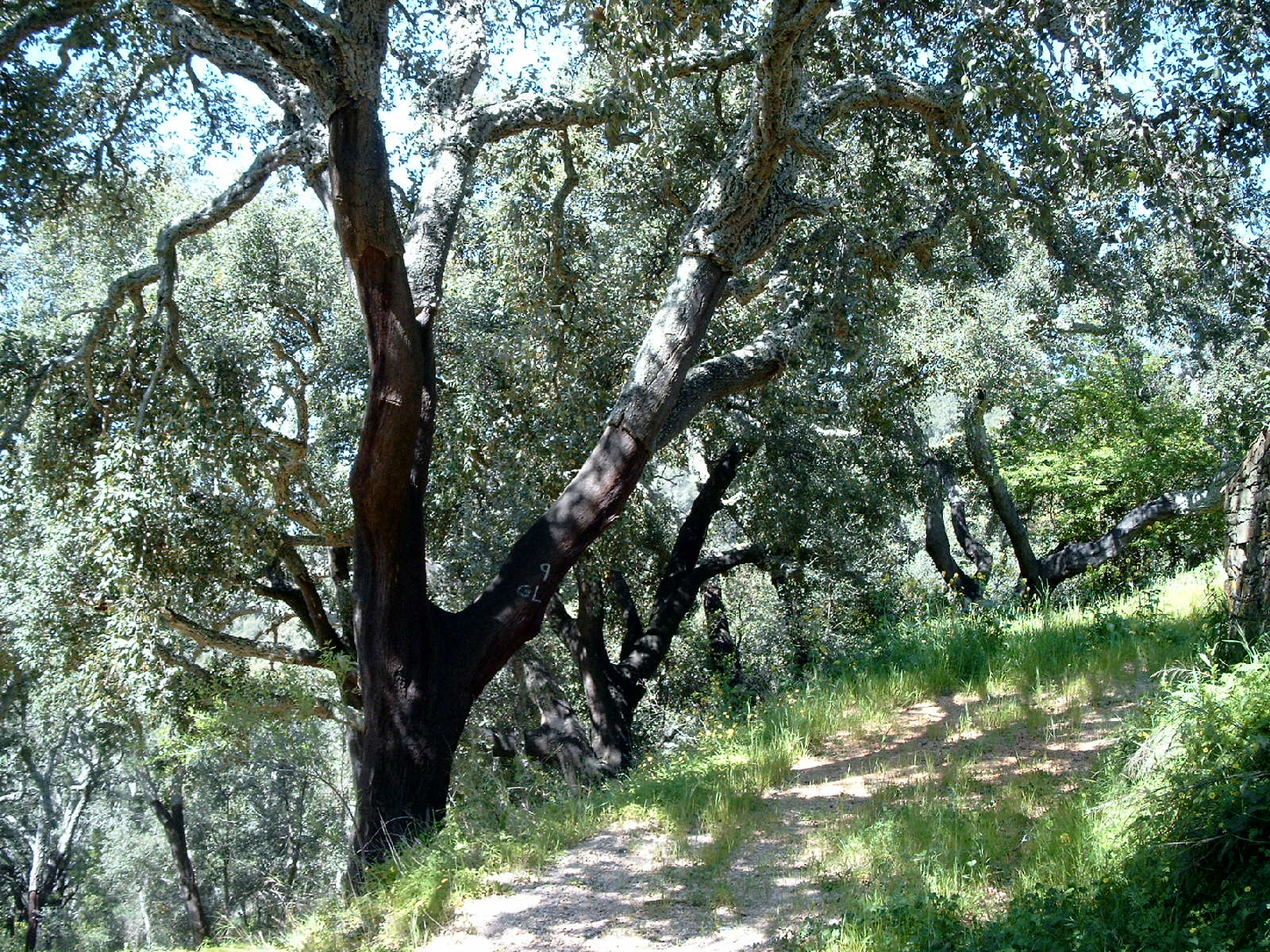
Bosque de alcornoques en el sur de Portugal (Algarve).

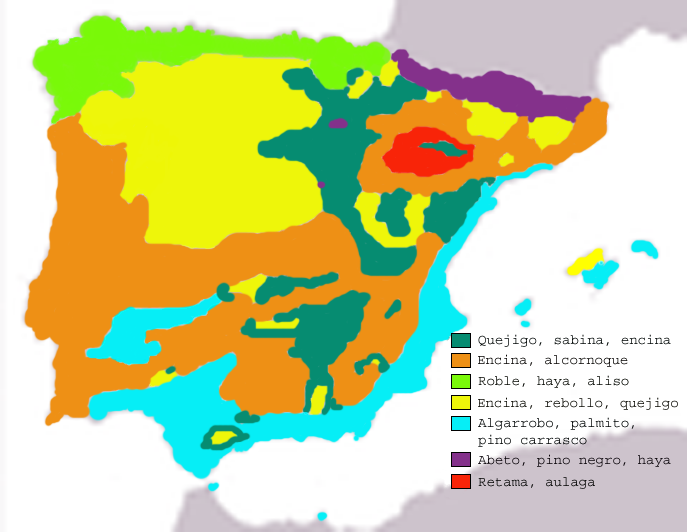
Ocupación potencial de los bosques ibéricos.

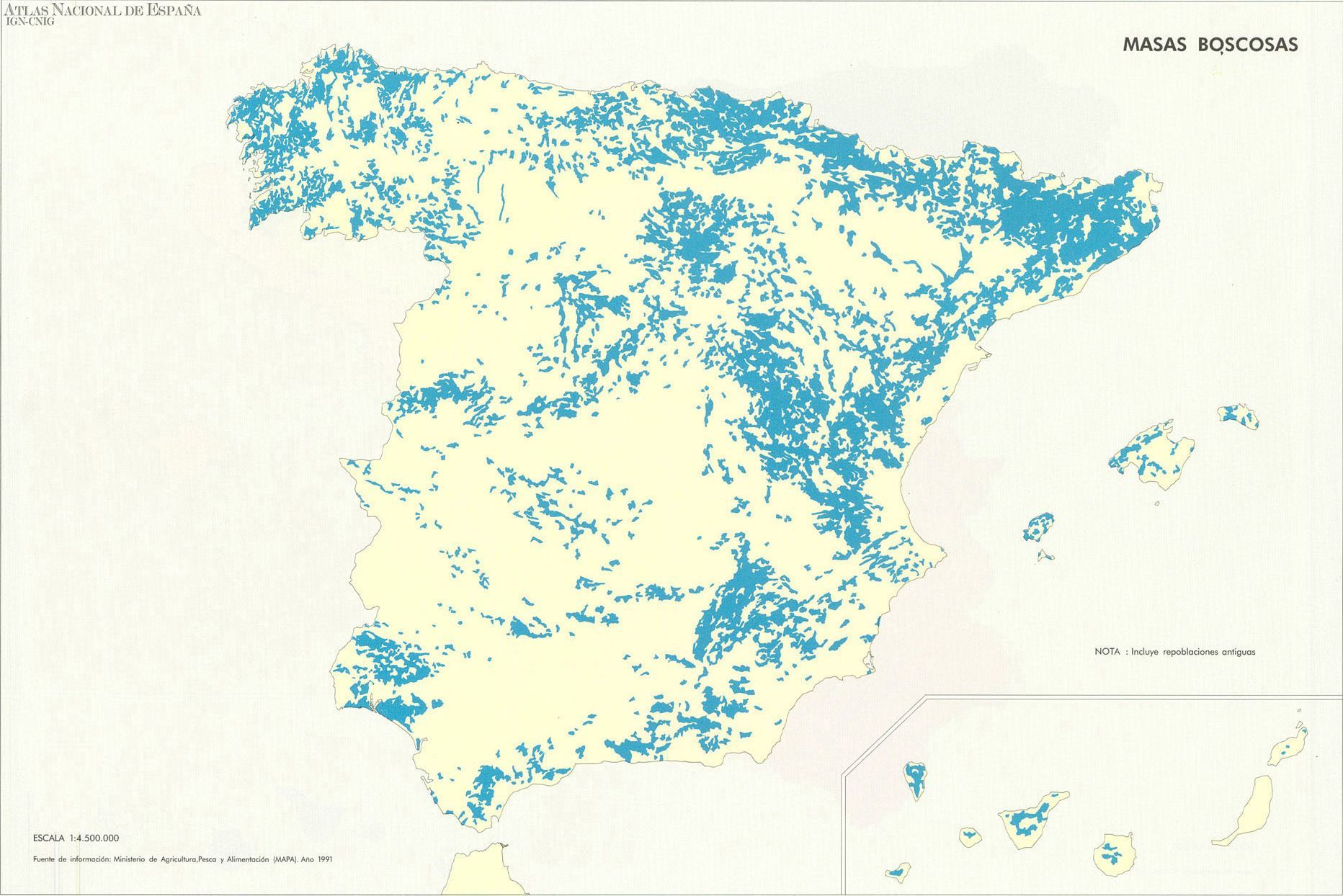
Bosques de España según el Instituto Geográfico Nacional de España (IGNE).

Los bosques de la península ibérica se encuadran dentro de dos grandes regiones de flora y vegetación: la eurosiberiana y la mediterránea. Cada una de ellas está caracterizada por una serie de plantas y comunidades vegetales que le son propias, además de tener otras muchas en común. La separación entre estas dos regiones no es clara ni tajante; existe una influencia mutua, que hace muy difícil establecer unos límites precisos: algunas especies tienen su óptimo precisamente en estos espacios intermedios.
Según un estudio elaborado por la Sociedad Española de Ciencias Forestales en septiembre de 2009, en España hay 17 804 millones de árboles, y cada año crecen una media de 284 millones más. España es el segundo país de la Unión Europea con más superficie forestal, un total de 28 millones de hectáreas o el 57 % de su territorio, siendo la superficie arbolada, según el tercer inventario  forestal, de 14,73 millones de ha y el resto de matorral mediterráneo. Suecia, con 30,9 millones de hectáreas (el 75 % de su territorio), es el país con más superficie de bosques; le siguen Finlandia, con 23,3 millones de ha; Francia, con 17,3 millones de ha; Alemania e Italia, con 11 millones de ha, respectivamente y Polonia, con 9,2 millones.

## Origen y características
La flora de la península, por sus condiciones bio-históricas, geográficas, geológicas, orográficas, etc., es una de las más ricas y variadas de toda Europa, comparable a la de países mediterráneos como Grecia e Italia e incluso de mayor diversidad; se calcula que incluye más de 8000 especies de plantas, muchas de ellas exclusivas (endemismos).
El Mediterráneo ha estado sometido en el pasado a grandes alteraciones de clima y vegetación, unido a unas variaciones, a veces muy grandes, en el nivel del mar y a variaciones en las posiciones relativas de las masas continentales (placas europea y africana). Con la entrada de plantas y el aislamiento, debido a las fluctuaciones marinas o a las periódicas glaciaciones, se puede encontrar una variada diversidad de especies vegetales.
La península ibérica, situada en una importante vía de paso entre África y Europa, se vio enriquecida con la llegada, según cambiaba el clima, de plantas esteparias, termófilas, xerófilas, orófilas, boreo-alpinas, etc., muchas de las cuales lograron mantenerse después, gracias a la diversidad de medios que existen en las cadenas montañosas, que les permiten subir en altitud si el clima se va haciendo más cálido, o descender si se vuelve más frío. La complejidad geológica de la mayoría de las montañas ibéricas, especialmente de las Béticas, Sistema Ibérico y Pirineos, aumentó aún mucho más el número de nuevos medios a que adaptarse e hizo posible la diversidad y riqueza de la flora actual.

## La región eurosiberiana

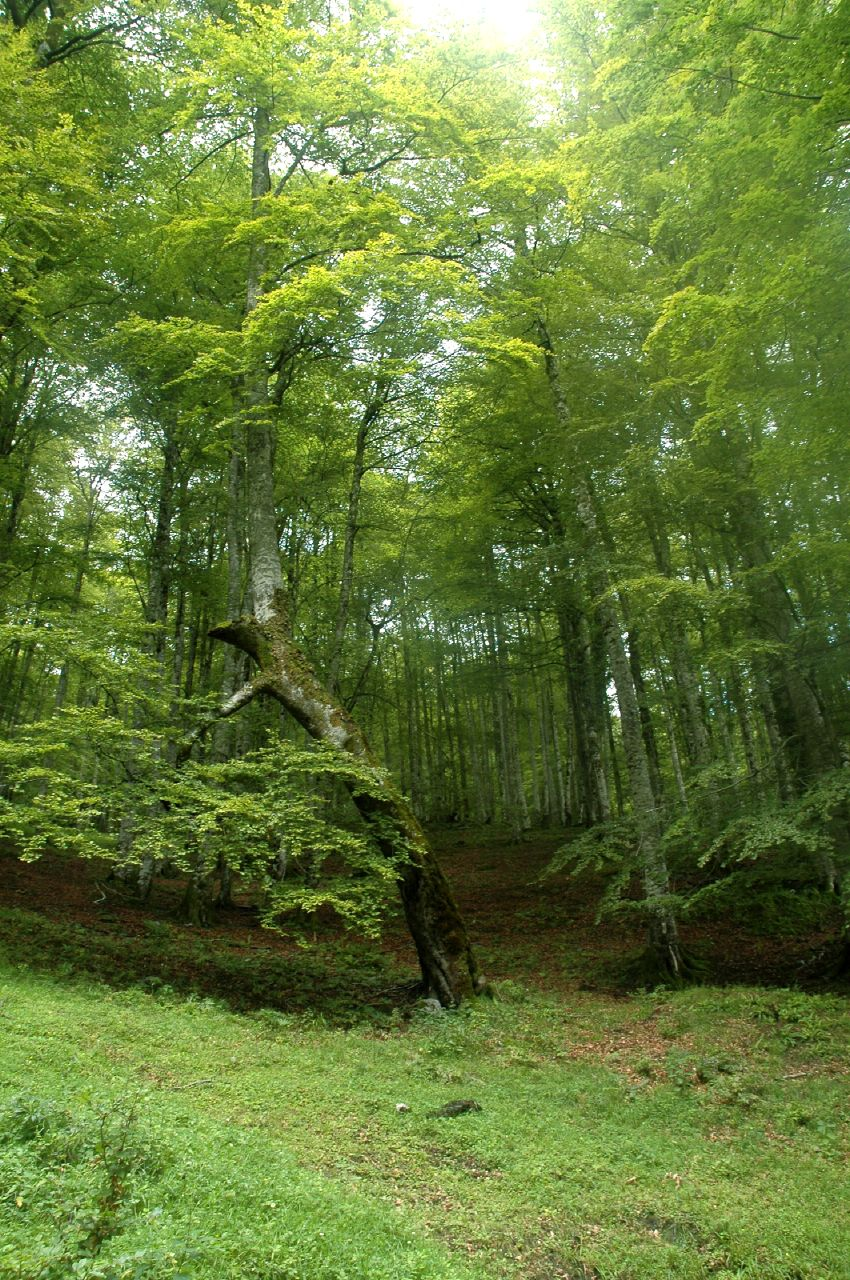
Bosque en Cantabria.

Está representada por la zona atlántica, que se extiende desde el norte de Portugal, la mayor parte de Galicia, Principado de Asturias, Cantabria, País Vasco, noroeste de Navarra y Pirineos occidentales y centrales. No obstante, su influencia en forma de comunidades o especies concretas se extiende en muchos puntos hacia el interior, especialmente en las mitades norte y occidental. Se caracteriza por un clima húmedo, suavizado por la influencia oceánica, con inviernos templados-fríos y con una estación seca poco acentuada. 
La vegetación está representada por bosques caducifolios de robles (Quercus petraea) y carballos (Quercus robur), con fresnedas de Fraxinus excelsior y avellanares en los suelos más frescos y profundos de fondo de valle. El piso montano se caracteriza por la presencia de hayedos y a veces, en los Pirineos, por abetales de Abies alba; estos hayedos y abetales ocupan las laderas frescas y con suelo profundo de las montañas no muy elevadas. La influencia mediterránea se siente en la presencia de encinares con laurel, que se sitúan en las crestas y laderas más cálidas, especialmente sobre suelos calizos, donde se acentúa la sequedad.
El aprovechamiento por el hombre a través de la historia ha transformado muchos de estos bosques en prados, que conservan en sus lindes restos de los setos o especies del primitivo bosque. La orla natural está formada por setos y espinares que se instalan en los calveros y partes aclaradas; están integrados por rosas silvestres, zarzas, endrinos, majuelos y otros arbustos más o menos espinosos; también pueden representar este papel, los piornales y retamares. Los siguientes son los principales bosques de esta zona.

### Hayedos

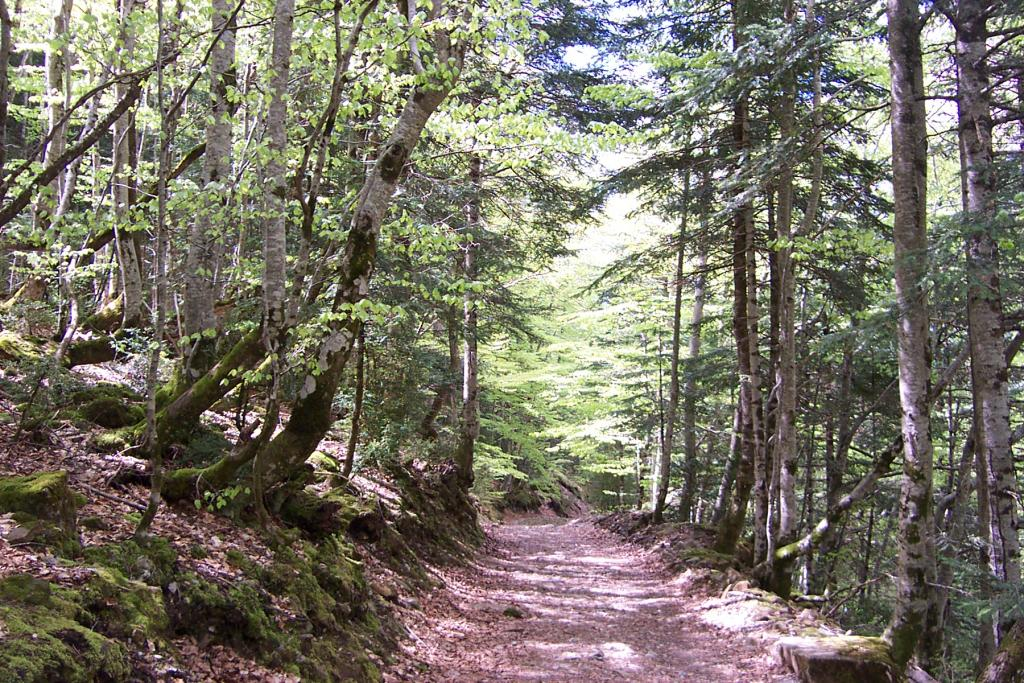
Bosque de hayas.

Son los típicos bosques atlánticos que caracterizan el piso montano de la región eurosiberiana ibérica; se sitúan entre los 800 a 1500 m s. n. m., en suelos frescos y más o menos ricos, tanto calizos como silicios, si bien suelen estar casi siempre acidificados por el intenso lavado. El haya es un árbol que proyecta una sombra muy profunda, de forma que en sus formaciones tupidas quedan excluidas, en la mayoría de los casos, otras especies leñosas e incluso herbáceas. Su sotobosque por ello es muy pobre.
A pesar de su carácter atlántico, estos bosques penetran hasta el centro de la península, llegando al Moncayo; los hayedos más meridionales de la península; la Tejera negra en Somosierra-Ayllón y Montejo de la Sierra, este último en la provincia de Madrid. Refugiados en vaguadas y umbrías, donde encuentran condiciones favorables, su recuperación y repoblación al ser desforestados es muy difícil y son desplazados por el melojo. Cabe hacer mención especial a la Selva de Irati, en el pirineo navarro, uno de los más importantes bosques de hayedo-abetal existentes en Europa, con una superficie aproximada de 17 000 ha.

### Robledales
Los bosques de robles, sobre todo de carballos (Quercus robur), son los más característicos de la zona atlántica. Representan la formación forestal típica del piso basal, hasta unos 600 m de altitud. En altura, al ascender en las montañas, son sustituidos por los hayedos y en los fondos de los valles por fresnedas y avellanares. De los dos robles principales el carballo y el roble albar (Quercus petraea), el segundo es el que más penetra hacia el interior y el que más sube en altitud, pero desempeñando un papel secundario; en general, cuando el clima comienza a dejar notar su carácter continental, estos robledales son sustituidos por los de roble melojo.
El piso del roble es el más alterado, por ser el más adecuado para prados y cultivos. A los robles los acompañan con frecuencia castaños y abedules. Estos bosques al degradarse son sustituidos por espinares, piornales y en último extremo brezales y tojos. Al carballo correspondería en origen gran parte del área, ocupada actualmente por pinares y eucaliptales.

### Abedulares
En la provincia atlántica los abedules forman enclaves o bosquetes al pie de los cantiles rocosos o en los claros de los hayedos, sobre suelos más pobres y acidificados, acompañados por el temblón y el serbal de cazadores. Otras veces ocupa un piso propio, por encima del dominio del haya, en la zona montana de las montañas silíceas; este piso suele ser de poca extensión y generalmente asociado con el roble albar y serbales.

### Abetales
El Abeto blanco (Abies alba) se sitúa en las laderas frescas y con suelo profundo de las faldas de los Pirineos, desde Navarra al Montseny, formando abetales puros o, con más frecuencia, bosques mixtos con el haya. Las masas más importantes están en Lérida, con unas 17 000 ha. En altitud se extiende desde los 700 a 1700 m s. n. m., pero sus principales masas se localizan en los valles más húmedos y umbrías; son bosques muy oscuros, con suelos muy ácidos, por la descomposición de las acículas. En altura es sustituido con cierta frecuencia por el Pinus uncinata (Pino negro). Estos abetales llevan a veces Acer pseudoplatanus (Arce blanco) y su sotobosque es muy similar al del hayedo. Como estos, tienen un claro significado eurosiberiano.

## La región mediterránea
Ocupa el resto de la península, la mayor parte de la misma y las islas Baleares, cuya característica principal, es la existencia de un periodo de sequía estival más o menos extenso, de dos a cuatro meses, pero siempre bien patente. La pluviosidad puede ser desde los 1500 mm hasta menos de 350 mm y temperaturas, sin ninguna helada fuerte en varios años, a zonas donde todos los inviernos se alcanzan los -20 °C o más.
Si se prescinde de la influencia de las montañas, la región mediterránea peninsular presenta como bosques típicos, los perennifolios de hoja endurecida: encinares, alcornocales, acebuchales, enebrales, etc. Dichos bosques vienen acompañados o reemplazados en las zonas más cálidas y erosionadas por pinares de pino carrasco y en los arenales y dunas fijas por sabinares y pinares de pino piñonero. Excepciones a esta regla, la constituyen la región más árida de sureste, zonas bajas de las provincias de Murcia y Almería, donde su única vegetación son los palmitos y espinares de artos y a mayor altura coscojares y lentiscales. Otro tanto se puede decir de zonas salinas o endorreicas, con grandes oscilaciones de temperatura, como la depresión del Ebro, Hoya de Baza y margas yesíferas del interior.

### Melojares

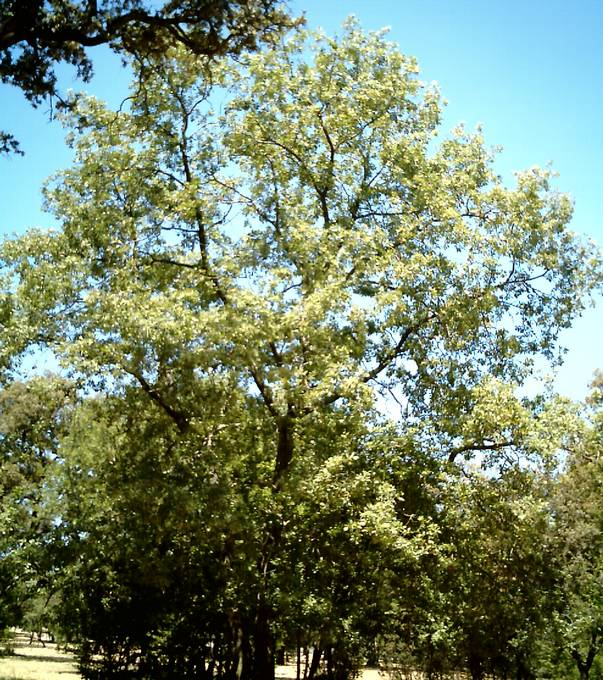
Bosque de melojos, Quercus pyrenaica.

El melojo o rebollo (Quercus pyrenaica) es de todos los robles el más resistente a la sequía y a los climas de matiz continental. Sus bosques, de carácter subatlántico, representan muchas veces el tránsito entre lo mediterráneo y lo atlántico. Su área peninsular es muy amplia y tienen una gran importancia, sobre todo en las montañas del centro. Desde el interior de Galicia y vertiente sur de la cordillera Cantábrica se extienden por el sistema Central, alcanzando por el sur, ya muy escasos, Sierra Nevada y Cádiz. Se suelen extender en altitudes desde unos 700-800 m s. n. m. hasta los 1500-1600 m s. n. m. Prefieren los suelos silíceos y sustituyen altitudinalmente a los encinares húmedos y alcornocales; en el piso superior dan paso a pinares de pino albar (Pinus sylvestris) o a los piornales serranos con enebro rastrero. En las zonas donde es más patente la influencia atlántica vienen seguidos como fase regresiva por brezales de Erica australis, en el resto son más frecuentes en sus claros y fases degradadas los jarales (jara con hoja de laurel) y cantuesos. Su área natural suele estar ocupada por pinares de pino albar o pino marítimo.

### Sotos, bosques de ribera y fondo de valle
En esta región, representan enclaves de bosques caducifolios favorecidos por la humedad del suelo, que se mantiene casi todo el año; esto les permite evitar el largo período de sequía estival, que caracteriza al clima mediterráneo.

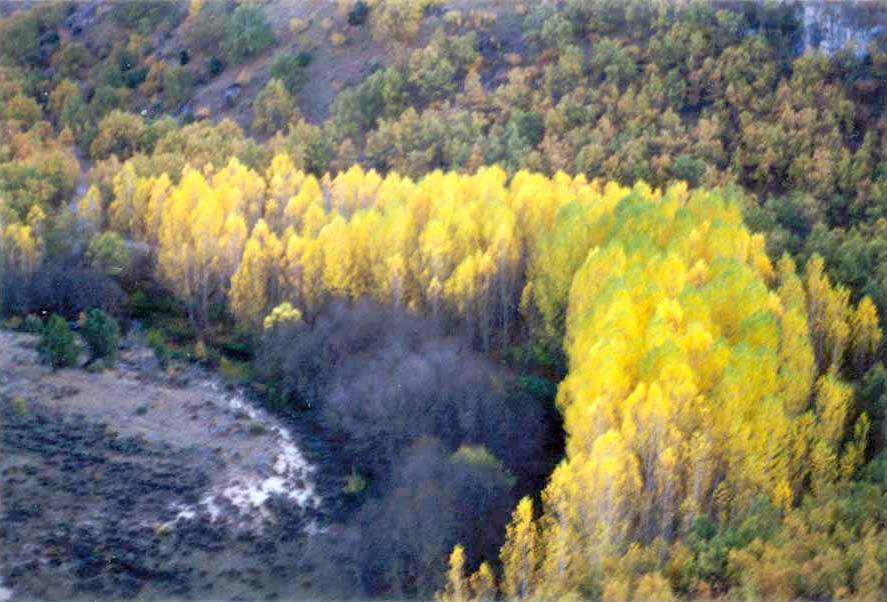
Bosque de ribera, río Tajuña.

En ellos se da un bandeado característico, desde el borde del cauce al exterior, de modo que los bosques más freatófitos se sitúan en el borde (alisedas, saucedas) y los menos dependientes del agua en el exterior (fresnedas, olmedas, choperas).
Estos bosques están formados por sauces, chopos, alisos, fresnos, olmos y a veces también por melojos, tilos, abedules y avellanos. Cuando la presencia de la humedad empieza a disminuir en zonas más áridas del Valle del Ebro, Levante y mitad meridional de la Península, la aridez viene a menudo acompañada por un aumento de sales en el suelo; en estas condiciones nos encontramos con formaciones de arbustos de tamariscos, adelfas y carrizo (Saccharum ravennae), a veces acompañados por algún brezo. En los suelos silíceos no salinos, como los de Sierra Morena y Montes de Toledo, con tamujales, que en las situaciones más cálidas, van acompañadas de adelfas y tamariscos.
En los terrenos bajos del interior, sobre todo en los margosos y arcillosos, son más frecuentes las olmedas (Ulmus minor) y choperas, acompañadas en ocasiones por fresnos y sauces.
En los fondos de valle granítico y en las riberas de terrenos silicios existen formaciones muy típicas de fresno con melojo, especialmente al pie de las sierras interiores. Las hoces protegidas de la Serranía de Cuenca llevan como bosques ribereños formaciones mixtas de tilo y avellano, con fresnos, sauces y olmo montano (Ulmus glabra). Estos bosques, al ocupar terrenos muy fértiles, donde el hombre ha establecido sus huertos desde muy antiguo, no están bien conservados.

### Pinsapares

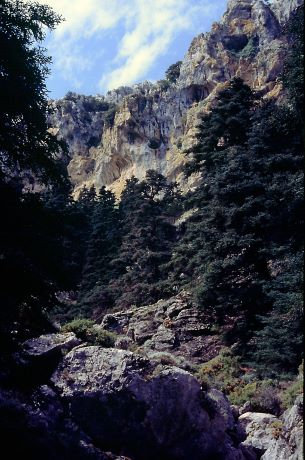
Pinsapos en la Sierra de las Nieves, Málaga.

El pinsapo o abeto mediterráneo (Abies pinsapo) constituye una verdadera reliquia que ha quedado preservada en las sierras de Málaga y Cádiz. Los pinsapares están emparentados con los relictos abetales norteafricanos de la cadena de Yebala, en Marruecos. Se ponen en contacto y forman a veces comunidades mixtas con quejigos y encinas. Entre las especies leñosas que le acompañan en sus bosques se cuentan el majuelo, agracejo, rusco, durillo, hiedra y Daphne laureola.
Forma bosques densos y oscuros en enclaves muy concretos, con elevadas precipitaciones (de 2000 a 3000 mm, debido al brusco enfriamiento, por elevación, de los vientos cargados de humedad), en altitudes superiores a los 1000 m s. n. m.. El bosque presenta abundancia de musgo y líquenes, pero un número muy limitado de arbustos y herbáceas. En todo caso ocupan las zonas altas de las montañas (la sierra de las Nieves, sierra Bermeja ambas en Málaga, sierra de Grazalema) parte en Málaga y Cádiz donde producto de la protección y la repoblación, en los últimos años han logrado extenderse de forma importante.

### Encinares

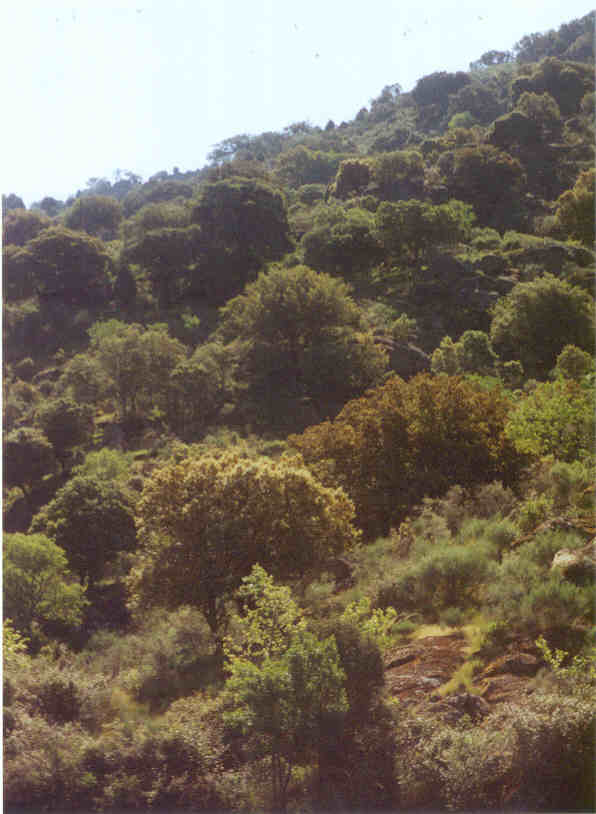
Encinar húmedo con alcornoques.

Forman los bosques naturales de la mayor parte de la zona mediterránea y penetran también en las solanas y laderas más cálidas de la zona atlántica; se extiende desde el nivel del mar, donde la especie es Quercus ilex subsp ilex, hasta los 1400 m s. n. m., en algunas montañas y altas planicies del interior; en la zona continental, la encina que aparece es la Quercus ilex subsp rotundifolia, más resistente a este clima. La encina puede subir a mayor altitud, pero ya aisladamente, sin formar bosque. Los encinares costeros y de las montañas sublitorales son extraordinariamente ricos y variados, con numerosos arbustos y lianas; suelen acompañarles zarzaparrillas, madreselvas, hiedra, durillo, rusco y, en el suroeste peninsular, olivos silvestres. Los encinares baleares son también ricos y llevan asociados alguna especie característica de las islas como el ciclamen balear (Cyclamen balearicum Willk.).
Hacia el interior de la Península se van empobreciendo progresivamente, a medida que se acentúan las características continentales del clima, desaparecen gran parte de las especies más sensibles al frío. Los encinares continentales, sobre suelos desprovistos de cal, suelen ser ricos en enebros (Juniperus oxycedrus) y son sustituidos por altitud y en las laderas más frescas por melojares, este fenómeno se aprecia en la sierra de Guadarrama; cuando se destruye el encinar, los suelos son tan pobres y las condiciones ambientales tan poco favorables, que conduce a matorrales paupérrimos, dominados por la jara común, el cantueso y el romero. Sobre suelos calizos ocurre algo similar, sobre todo por encima de los 900 metros de altitud, las encinas se ven acompañadas por la sabina albar y la pobreza de arbustos es tan grande, que la misma carrasca (encina arbustiva) domina casi en solitario las primeras fases de regresión. La degradación por quema o tala conduce a matorrales de aulaga (Genista scorpius), tomillo y espliego.

### Alcornocales

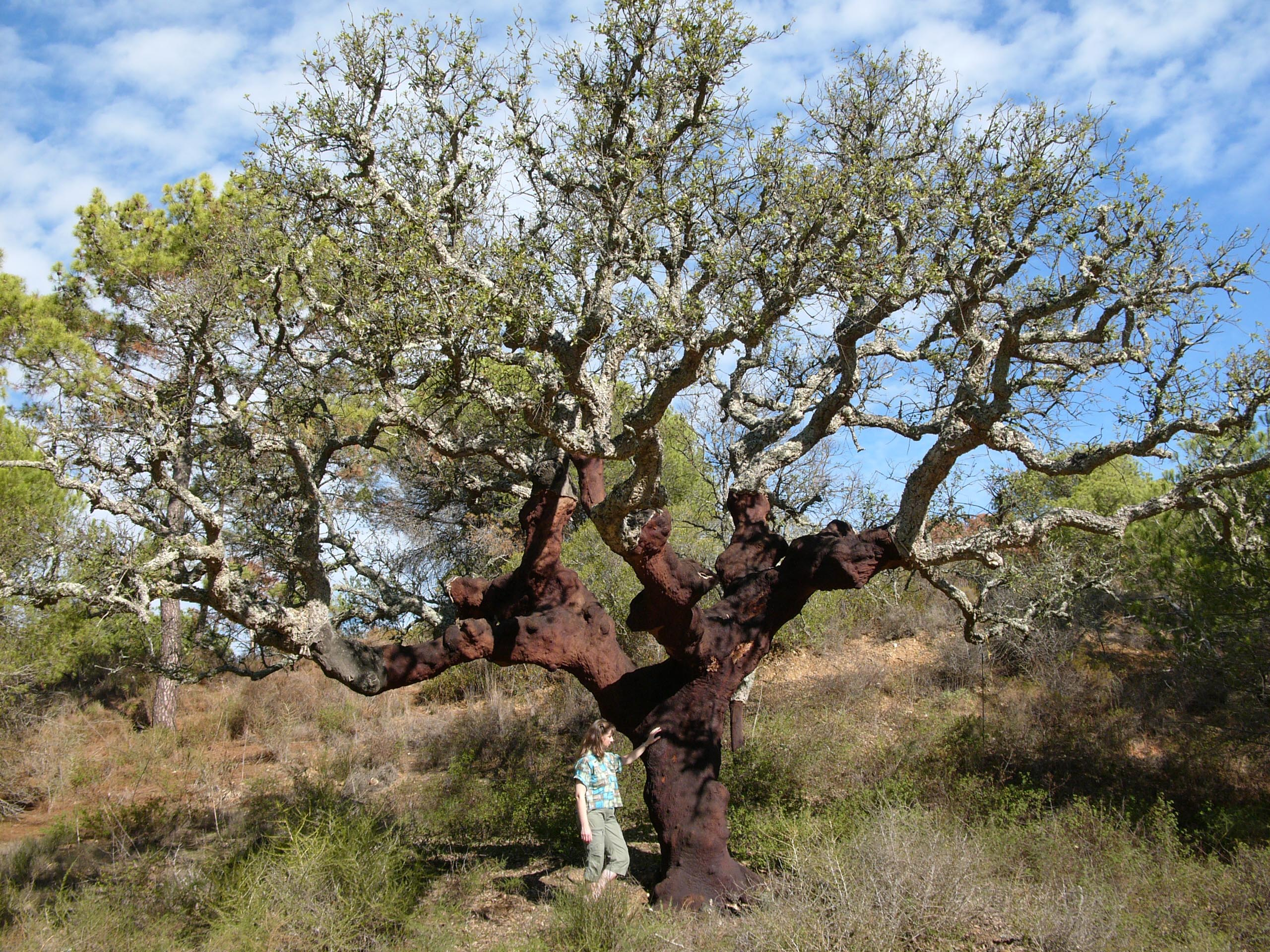
Alcornoque.

Los alcornocales ocupan en la Península alrededor de un millón de hectáreas, más de la mitad de la extensión mundial de este tipo de bosque.
El alcornoque requiere suelos silíceos, de textura arenosa y un clima suave y algo húmedo, si estas condiciones se cumplen desplaza total o parcialmente a la encina; se asocia a esta con cierta frecuencia y también a los quejigos (Quercus faginea subsp. broteroi). El área que ocupan los alcornocales corresponde a Cataluña sobre todo la mitad más oriental en zonas costeras, Menorca, Sierra de Espadán (Castellón) y sobre todo al cuadrante suroccidental, provincias de Málaga, Cádiz y Huelva. Alternan muchas veces con las encinas, que ocupan las solanas y laderas más secas y con los quejigares de Quercus canariensis, que ocupan los barrancos y laderas frescas y umbrosas.
Los alcornocales llevan frecuentemente olivos silvestres, y al igual que algunos encinares frescos, suelen ir acompañados por madroñales con labiérnago (Phillyrea angustifolia) que ocupan los claros del bosque y dominan las fases regresivas. En Andalucía occidental son también frecuentes, como componentes del ecosistema, los piornales o escobonales dominando el género Teline.

### Quejigares

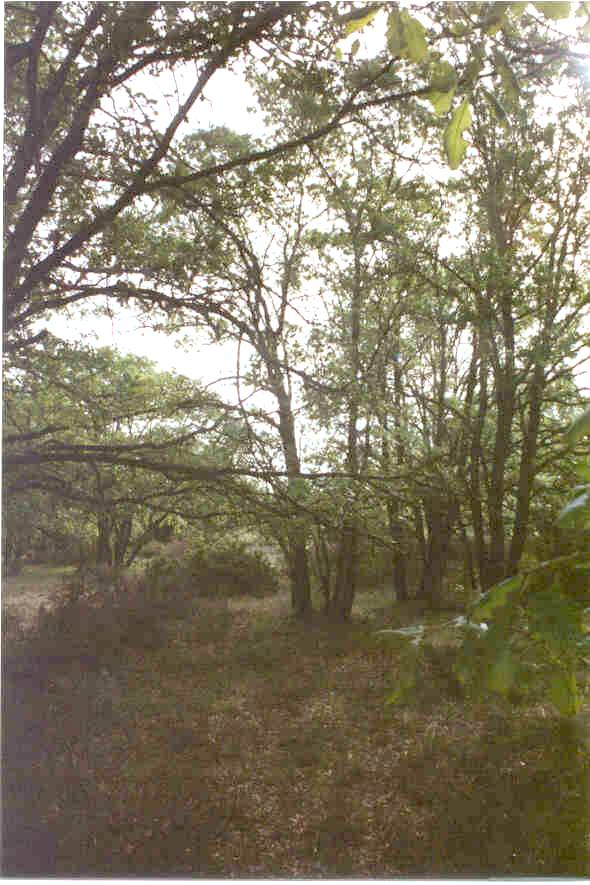
Bosque de quejigos Torrecuadrada de los Valles.

Con el nombre de quejigar se conocen bosques de muy distintas características. Los quejigares de Quercus canariensis están bien representados en Andalucía occidental y muy desdibujados por hibridaciones en Cataluña y cordillera Mariánica. Son los más exigentes en cuanto a temperatura y humedad, por lo que no se suelen alejar de la influencia marítima; prefieren las umbrías más frescas, vaguadas húmedas y bordes de arroyo del piso inferior. En general alternan con los alcornocales, a los que desplazan en las zonas más frescas, y como ellos, prefieren los suelos silíceos. En sus claros y etapas degradadas son frecuentes los piornos (Teline sp., Cytisus baeticus), brezos (Erica arborea, Erica scoparia) y jaguarzos (Halimium lasianthum).
Los quejigares de Quercus faginea subsp faginea son los más típicos y frecuentes en la Península, ya que se extienden desde Andalucía (Serranía de Ronda) hasta las faldas de los Pirineos. Son mucho más resistentes al frío y sequedad que el Quercus canariensis; requieren en cambio suelos más frescos y profundos que los encinares, con los que entran en contacto. Aunque se crían en cualquier tipo de suelo, en los silíceos suele desempeñar un papel secundario frente a la encina, alcornoques y melojos; es solo en los suelos calizos donde forma bosques de alguna consideración, especialmente en el cuadrante nororiental y centro de la Península. El área natural que le corresponde al quejigo es frecuente el pino salgareño (Pinus nigra subsp salzmannii), que a menudo ha sido extendido a sus expensas. Los quejigares suelen llevar con frecuencia arces, serbales, guillomos, aligustres y cornejos; por degradación pueden dar origen a extensos matorrales de boj.
El último quejigo, Quercus faginea subsp broteri es más exigente en humedad y menos resistente al frío. Se extiende principalmente por el cuadrante suroccidental y prefiere los suelos silíceos, algo frescos. Más frecuente que formando masas puras, se le encuentra asociado a alcornoques y encinas.

### Pinares

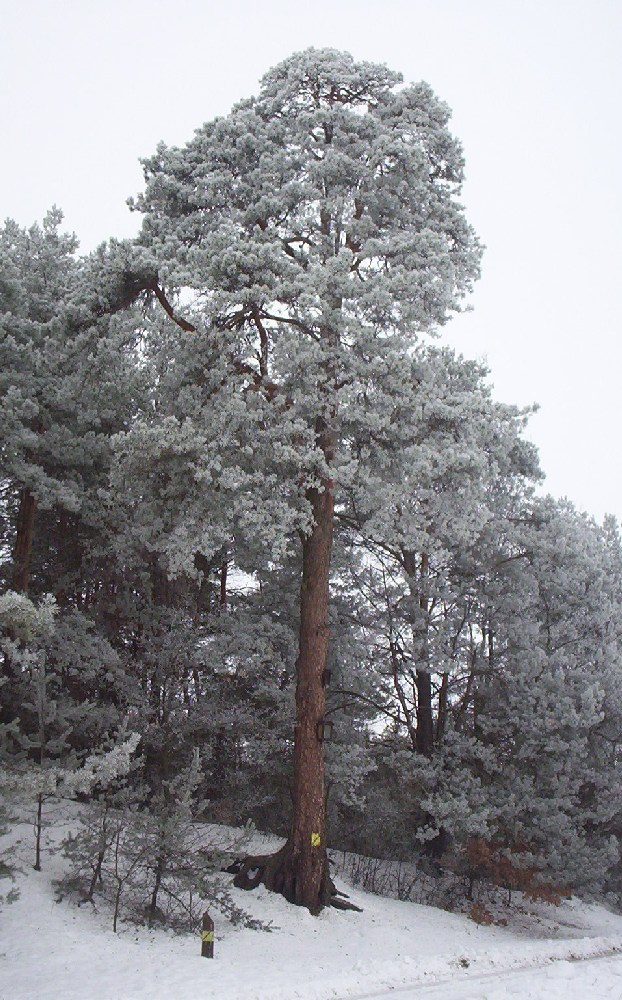
Pino albar.

Los pinares naturales y nativos peninsulares más característicos, son los de pino negro (Pinus uncinata) y pino albar (Pinus sylvestris). El primero va con frecuencia asociado al Rhododendron ferrugineum, arándanos, Salix pyrenaica y otras especies arbustivas, en el piso subalpino de los Pirineos. Sobre los suelos calizos menos lavados suele ir acompañado por la sabina rastrera, gayuba y enebros (Juniperus communis subsp. hemisphaerica). Sus bosques constituyen el límite altitudinal del bosque en gran parte de los Pirineos, pudiendo ascender hasta los 2400 metros.
El pino albar desempeña el mismo papel en las otras montañas peninsulares, tanto silíceas como calizas. Es acompañado y superado en altitud por piornales, enebrales enanos y matorrales almohadillados de alta montaña. Su límite altitudinal inferior queda desdibujado por haber sido extendido a expensas de bosques caducifolios.
A una altura media y sobre suelo generalmente silíceo tenemos al pino resinero (Pinus pinaster) que en Galicia baja a nivel del mar y en el interior alterna con los melojares. Sobre suelos calizos, el pino salgareño (Pinus nigra subsp salzmannii) que desempeña un importante papel en muchas de las montañas del centro, este y sur de la Península; a la misma altura suele desplazar al anterior en los suelos con cal. Ambos son reemplazados en altura por el pino albar.
Los más cálidos de todos los pinares son los de pino carrasco (Pinus halepensis) que se sitúan en crestones rocosos y ladera soleadas, desde el nivel del mar, es el pino de las costas mediterráneas, hasta los 800-1000 m s. n. m. de altitud en el interior, prefieren los suelos calizos.
El pino piñonero (Pinus pinea), quizá el más característico de todos, es un especialista en suelos arenosos. Forma extensas formaciones tanto en los arenales del piso inferior, provincias de Cádiz y Huelva, como en puntos del interior (Valladolid, Cuenca, Madrid). 
Finalmente se debe mencionar, por la importancia de sus repoblaciones y cultivos, al pino de Monterrey (Pinus radiata), presente principalmente en la Cornisa Cantábrica, destacando mucho en el País Vasco y Galicia.

### Sabinares

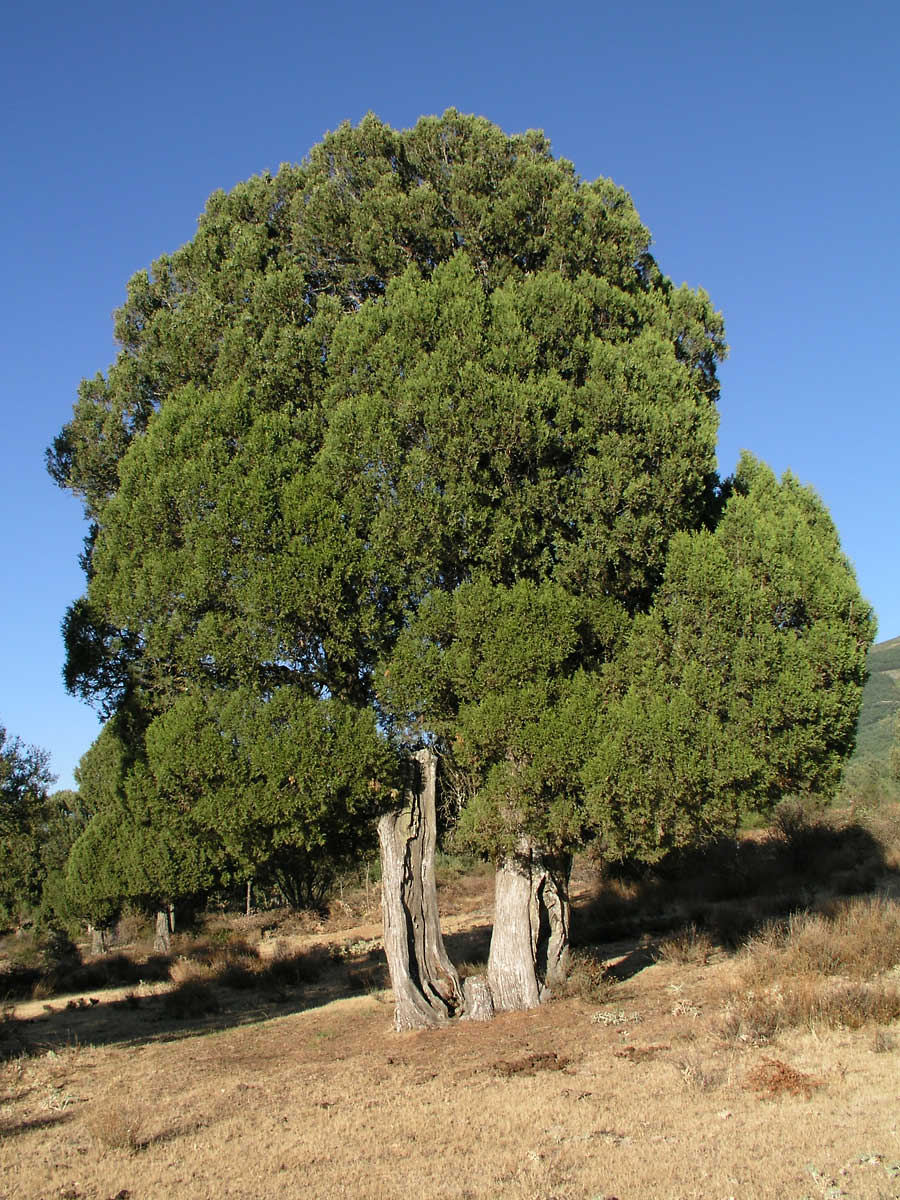
Sabina albar.

Los sabinares de sabina albar (Juniperus thurifera) constituyen una curiosa formación que ocupa las altas parameras y mesetas del interior, casi siempre por encima de los 900 metros de altitud. Sus principales bosques están en la Serranía de Cuenca, Sistema Ibérico, Alcarria, Maestrazgo y otras montañas del interior. Normalmente no forman bosques densos, mostrando una estructura de parque o bosque adehesado. Prefieren los suelos desarrollados sobre calizas, especialmente los de tonalidades ocre o rojiza y ricos en arcilla, de carácter relicto (Terra rosa, Terra fusca); en ocasiones, como en la zona de Tamajón (Guadalajara), colonizan también los terrenos silíceos.
Están adaptados a un clima excepcionalmente duro y continental, donde prácticamente no encuentran competencia de otra especie arbórea; solo la encina, que está ocupando algunos de los antiguos sabinares deforestados y el pino salgareño suele acompañarle con cierta frecuencia. El enebro común (Juniperus communis subsp. hemisphaerica) es habitualmente una especie secundaria de estos sabinares. En altura se ponen en contacto con pinares de pino albar y con la sabina rastrera; esta última forma a veces parte de su estrato arbustivo.
El hecho de encontrarse la mayor parte de las veces en zonas que han permanecido al descubierto durante gran parte del Terciario y sobre suelos considerados relictos, hace pensar en una gran antigüedad para estos sabinares. Las duras condiciones climatológicas, con la superficie del suelo sometida a procesos de helada y deshielos alternativos (crioturbación), dificulta el desarrollo de matorrales elevados. Sus etapas regresivas suelen ser matorrales almohadillados de cambrones (Genista pumila) o tomillares y prados de diente dominados por matillas enanas y gramíneas de hoja punzante. En sus localizaciones de menor altitud puede alternar también con espliego y aliaga. La sabina negral (Juniperus phoenicea) suele desempeñar habitualmente un papel secundario y no forma a menudo bosques densos. Solo en algunas repisas rocosas o en medios especiales como las dunas fijas y arenales subcosteros adquiere alguna importancia forestal.

### Matorrales de alta montaña mediterránea
La alta montaña mediterránea, por encima de los 1700 m s. n. m., presenta unas características especiales. Los inviernos son muy duros y prolongados; la cobertura de la nieve y las fuertes heladas impiden casi toda actividad biológica. Una vez desaparecida la nieve, el suelo se reseca con rapidez, por la fuerte insolación y elevadas temperaturas, que se alcanzan en verano. El periodo de tiempo adecuado para el desarrollo vegetativo es por tanto muy corto y por las razones descritas, la mayoría de las veces seco. En estas circunstancias, el bosque empieza a entrar en crisis, siendo sustituido por piornales y matorrales pluvinulares; estos van acompañados en sus niveles inferiores por pino albar, representado por ejemplares aislados retorcidos y deformados por la nieve.
En las montañas silíceas como el sistema Central, sierra de la Estrella, sistema Ibérico soriano y parte de los montes cántabros, está ocupado por matorrales de piorno serrano (Cytisus purgans) o enebro rastrero (Juniperus communis subsp. alpina). En Sierra Nevada domina en cambio, en condiciones parecidas, la Genista baetica acompañada a veces por piorno serrano y por otra subespecie de enebro (J. communis subsp. hemisphaerica). En las montañas calizas como las del Maestrazgo y Serranía de Cuenca, lo característico es una formación arbustiva de sabina rastrera (Juniperus sabina) acompañada por pino albar. En las montañas calizas de Andalucía es destacable el papel de los matorrales pluvilunares y almohadillados de (cambrones)†

## Orlas arbustivas o sotobosques
Las orlas arbustivas, desde un punto de vista ecológico son fundamentales en los ecosistemas forestales para garantizar la regeneración natural del bosque, además de proporcionar alimento y refugio a la fauna asociada. Están compuestas por arbustos espinosos, según el bosque y el clima, como por aulagas, boj, tomillares, etc.

## Series de regresión
Es posible conocer las etapas sucesivas del proceso de degradación de cualquiera de nuestras formaciones boscosas, desde su estado óptimo hasta la fase final de desertización. Estos estadios o etapas regresivas, referidos a los bosques de frondosas son los siguientes:
1. Bosque denso representativo del óptimo natural, caracterizado por las especies titulares, compatibles con las condiciones biológicas locales.
2. Bosque aclarado, todavía con predominio de las especies titulares, pero con representación abundante de arbusto o especies en mezcla (acebo, arce, fresno). Frecuente predominio de las leguminosas en el matorral de sotobosque.
3. Etapa de los pinares. Las especies titulares han desaparecido prácticamente, así como su vegetación asociada. Junto con los pinos, hace su aparición un matorral heliófilo e invasor, casi siempre a base de las familias cistaceaeas y ericaceaeas.
4. Desaparición del estrato arbóreo y sus especies asociadas van siendo sustituidas progresivamente por matorrales representativos de una degradación más avanzada; frecuencia de plantas espinosas (aulagas, endrino, etc.) y predominio de lamiáceas y compuestas (tomillo vulgar, espliego, poleo, etc.).
5. La cubierta vegetal ha reducido, no solamente su talla, sino, también el área que ocupa; ahora la forma un tapiz herbáceo y discontinuo, con predominio general de las gramíneas. Las plantas leñosas quedan reducidas a algunas matillas, aflorando la roca madre, como consecuencia de la erosión. Paisaje general tipo estepa.
6. La etapa final de la regresión está representada por el suelo desertizado.